# Yōsuke Yuzawa
Yōsuke Yuzawa (jap. 湯澤 洋介, Yuzawa Yōsuke; * 31. Dezember 1990 in Nikkō, Präfektur Tochigi) ist ein japanischer Fußballspieler.

## Karriere
Yōsuke Yuzawa erlernte das Fußballspielen in der Universitätsmannschaft der Komazawa-Universität. Seinen ersten Vertrag unterschrieb er 2013 beim Tochigi SC. Der Verein aus Utsunomiya, einer Großstadt in der Präfektur Tochigi, spielte in der zweithöchsten Liga des Landes, der J2 League. Ende 2015 musste er mit dem Club den Weg in die Drittklassigkeit antreten. Nach dem Abstieg verließ er Tochigi und wechselte zu Mito Hollyhock. Mit dem Club aus Mito spielte er in der zweiten Liga, wo er bis Ende 2017 auf 73 Einsätze kam. 2018 schloss er sich dem Ligakonkurrenten Kyōto Sanga aus Kyōto an. Für Kyōto stand er bis Ende 2019 22-mal auf dem Spielfeld. Der Erstligist Sagan Tosu aus Tosu nahm ihn ab 2020 unter Vertrag.